# Sea of Light
Sea of Light – dziewiętnasty album studyjny brytyjskiej formacji Uriah Heep, wykonującej progresywnego hard rocka. Został wydany 1 kwietnia 1995 roku nakładem Steamhammer/ SPV. Muzyka zawarta na płycie stanowi powrót do stylu prezentowanego przez zespół w latach 70. Zawiera zarówno typowe, hardrockowe kompozycje (np. "Against the Odds", "Fires of Hell (Your Only Son)"), jak i utwory o zabarwieniu progresywnym (np. "Logical Progression"). Okładkę zdobiącą to wydawnictwo wykonał Roger Dean, współpracujący już z zespołem przy okazji płyt Demons & Wizards i The Magician's Birthday.

## Lista utworów
1. Against the Odds (Box/Lanzon) – 6:12
2. Sweet Sugar (Bolder) – 4:43
3. Time of Revelation (Box/Lanzon) – 4:02
4. Mistress of All Time (Bolder) – 5:33
5. Universal Wheels (Box/Lanzon) – 5:39
6. Fear of Falling (Bolder) – 4:38
7. Spirit of Freedom (Box/Lanzon) – 4:12
8. Logical Progression (Box/Lanzon) – 6:12
9. Love in Silence (Box/Lanzon) – 6:48
10. Words in the Distance (Box/Lanzon) – 4:46
11. Fires of Hell (Your Only Son) (Bolder) – 3:56
12. Dream On (Bolder) – 4:26

## Twórcy

### Główni muzycy
- Mick Box – gitara
- Bernie Shaw – śpiew
- Phil Lanzon – instrumenty klawiszowe, śpiew boczny
- Lee Kerslake – perkusja
- Trevor Bolder – gitara basowa

### Muzycy dodatkowi
- Piet Slielck – instrumenty klawiszowe
- Rolf Köhler i Pete Beckett – śpiew boczny
- Pete Becket – instrumenty smyczkowe

## Informacje o albumie
- nagrywanie, miksy i mastering – Karo Studio, 23 listopada – 20 grudnia 1994 oraz 24 stycznia – 7 lutego 1995
- produkcja – Uriah Heep i Kalle Trapp
- inżynieria – Kalle Trapp
- okładka – Roger Dean